# Pin, Haute-Saône
Pin là một xã ở tỉnh Haute-Saône trong vùng Franche-Comté phía đông nước Pháp.